# Радоница

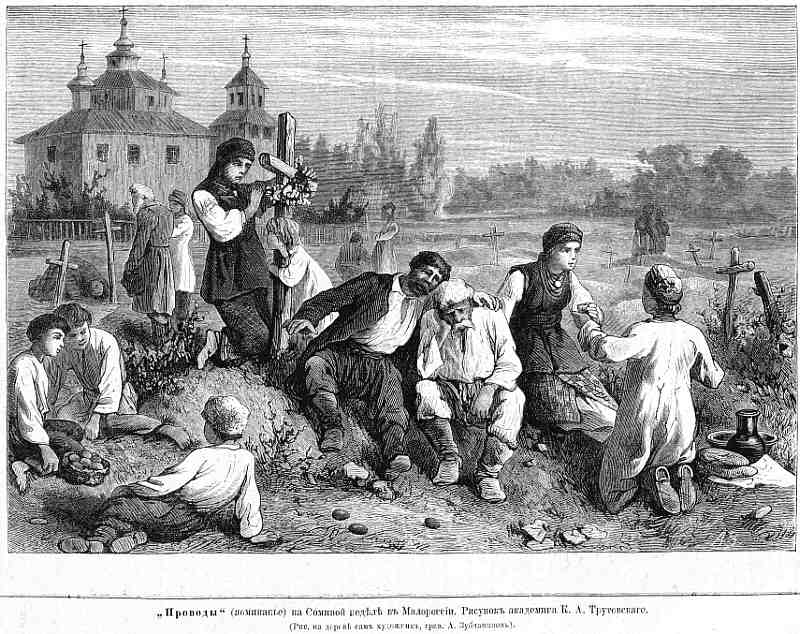
«Проводы» в Малороссии. 1877

Ра́доница, Ра́дуница — день первого после Пасхи общецерковного поминовения усопших в народном календаре восточных славян. В Русской православной церкви отмечается во вторник после Фомина воскресенья, на второй неделе после Пасхи. В народной традиции восточных славян — в воскресенье (на Красную горку), понедельник или вторник, в зависимости от региона.
В Русской православной церкви это поминовение установлено для того, чтобы верующие «после светлого праздника Пасхи могли разделить с усопшими великую радость воскресения Христова». Народная традиция весеннего поминовения предков была воспринята Русской церковью, однако не успела войти в богослужебный устав. Выбор в качестве дня поминовения именно вторника обусловлен логикой Устава: заупокойные богослужения запрещены всю Светлую седмицу и Фомино воскресенье, поэтому панихиду накануне понедельника совершить невозможно.
Упоминается в источниках с XIV века. В некоторых местах так называлась вся Радоницкая неделя или Фомино воскресенье. На Украине, в Беларуси и в Подляшье (Польша) Радоница называется Проводы. У южных славян аналогом Радоницы является обряд побусани, бусани.

## Этимология
По мнению Ю. Лаучюте, слово заимствовано у балтов: лит. raudine «молитва за умерших с плачем и причитанием», лит. rauda «плач с причитанием». По мнению М. Мурко и А. В. Десницкой, название Радуница является народно-этимологическим переосмысленным (путём сближения с рад, радость) производным от др.-греч. ῥοδωνία «розовый куст, розовый сад» — кальки лат. Rosalia «день роз» с тем же значением «праздника поминовения мёртвых» (аналогичная этимология общепринята для названия праздника Русалий). М. Фасмер возражал против подобной этимологии рус. Радуница, ссылаясь на отсутствие в среднегреческом языке подобного термина для поминок, и считал наиболее приемлемым понимание Радуницы как праздника радостного пасхального поминовения мёртвых и её сближение с рад- («радование, радость»). Это отвечает как диалектным названиям этого праздника, сближающим Радуница с радоваться (ср. полесское название праздника — Деды радостные), так и церковному восприятию Пасхи, имея в виду радость о воскресшем Христе и грядущем всеобщем воскресении мёртвых.
В древнерусских письменных памятниках термины с корнем рад- для обозначения Фомина воскресенья широко распространяются с XV века: Радоницы, Радуницы, Радуница, Радонечное (Радонишное) воскресенье. Согласно Троицкой летописи (список XV века), в 1372 году «Литва и ляхи и жемоть придоша изгоном по Велице дни на другой недели во вторник на заутрие по радунице, в то время, егда обедню поют». В ряде летописей под 1493 годом упоминается пожар в Москве «Апреля 16, на радуницы», «противъ Радуницы усопшихъ вь вторникъ». Путешественник Афанасий Никитин пишет, что вышел из Гурмыза в Индийский океан «по Велице дни в Радуницу» 1469 года (в других списках — «в Фомину неделю»). Согласно приходно-расходной книге Тихвинского монастыря, в 1592 году для братии было «куплено яиц к Радоницам на 16 алтын».

## Другие названия
В восточнославянских диалектах зафиксированы следующие варианты названия: рус. Радуница, Родоница, Радовница, Радольница, Радонница, Радошно, Радошница, Радожное, Радунец, Радостное, Радушное воскресенье, Редомное воскресенье, Навьи проводы, Навий день; на Украине: Могилки, Гробки; в Беларуси: Навий день, Родительская, Радованцы, Усопшая Радованица, Радованские поминки; укр. Про́води, Бабский Великдень, Мертвецький великден, бел. Небожчицкій велик день, Ра́даўніца, Радуніца, Раданіца, Радуніцкія Дзяды, Вялікдзень мёртвых, полес. Деды́ ра́достные.
У южных славян аналогом Радоницы является обряд побусани, бусани. Он проводится в понедельник Фоминой недели, называемый: серб. Побусани понедељак, Ускрс за мртве, Ускрс покоjника; болг. Малък Великден.

## Даты поминовений
В России, на востоке Беларуси и северо-востоке Украины поминальный день приходится на вторник, реже — понедельник Фоминой недели. На Украине, в Беларуси и в Подляшье (Польша) Радоница называется Проводы, отмечается в воскресенье, понедельник или вторник Фоминой недели.
В Беларуси — официальный государственный праздник, нерабочий день (второй вторник после православной Пасхи) — День поминовения усопших.
В районах Брянской области граничащих с Беларусью, Радоница также отмечается во второй после Пасхи вторник. В 2012 году Радоницу объявили выходным днём в Саратовской области, в 2015 году — в Пензенской области, в 2016 году — в Ставропольском крае, в 2018 году — в Брянской области и Краснодарском крае.
В Молдавии этот день называется «Родительским днём» и отмечается в воскресенье или понедельник.
Отмечается: в Центральной Украине — в понедельник Фоминой недели (Проводы), на востоке Украины — в воскресенье (Красная горка), в Беларуси — во вторник (Радованцы), на севере России — во вторник или воскресенье, в Костромской губернии — в воскресенье. На юге России поминают предков на Пасху (основано на представлении о «Пасхе мертвых» или «Навьих проводах») или на Красную горку.

## В Русской православной церкви

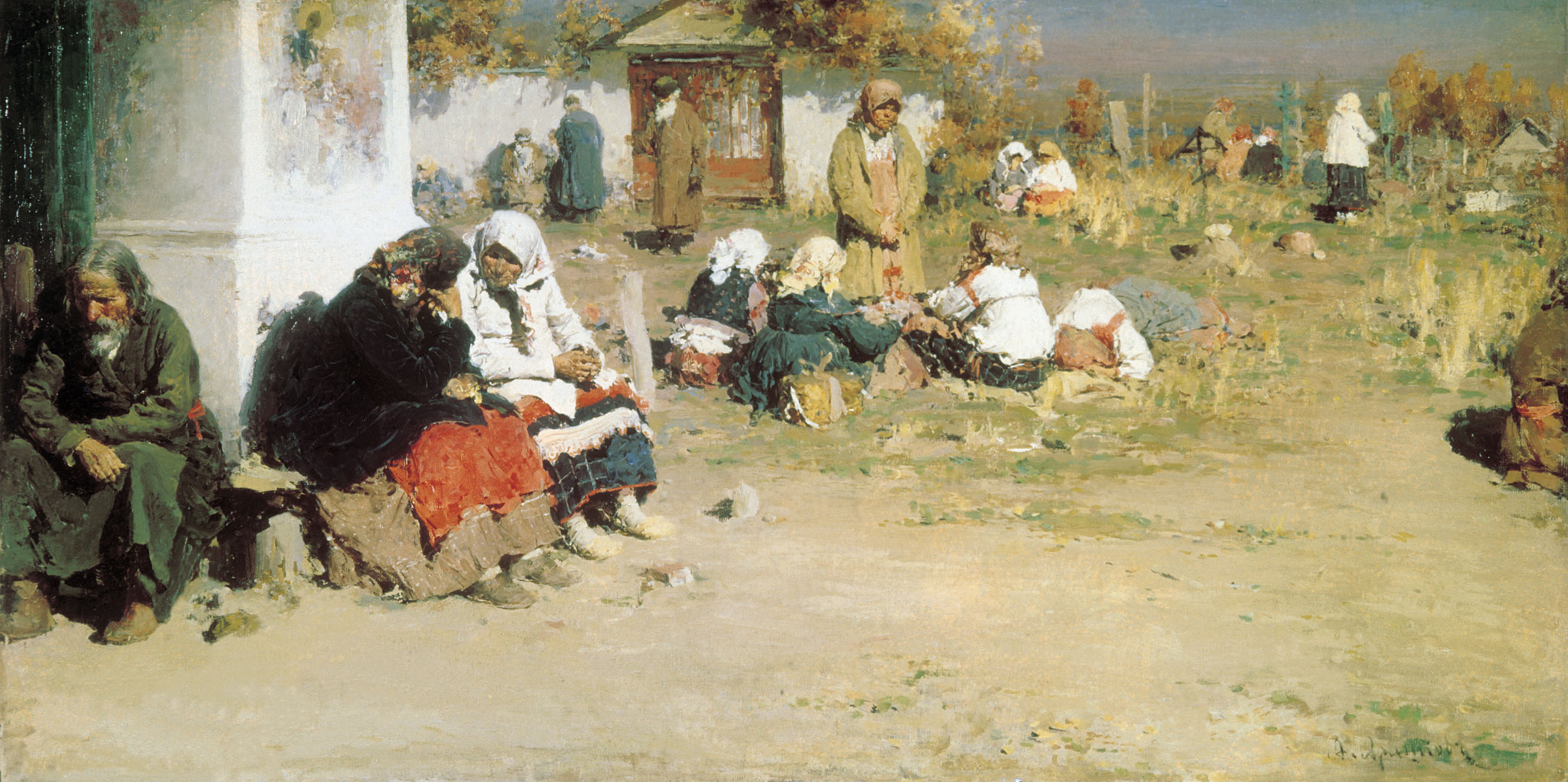
А. Е. Архипов. Радоница (Перед обедней). 1892

Поминовение на Радоницу не предусмотрено церковным Уставом (Типиконом) Русской православной церкви, Устав Радоницу вообще не упоминает. Согласно Амвросию Медиоланскому в этот день: «достойно и праведно есть, братия, после торжества Пасхи, которое мы праздновали, разделить радость нашу со св. мучениками, и им, как участникам страданий Господа, возвестить славу воскресения Господня».
Традиция поминовения усопших в понедельник или вторник Фоминой седмицы обусловлена тем, что, согласно Типикону, после Фомина воскресенья по будням возобновляется пение литии по усопшим верным, прекращавшееся с Великого четверга. При этом, на богослужении этого дня церковный устав не предполагает «ничего специально заупокойного», поскольку вторник Фоминой седмицы приходится на период попразднства Антипасхи. Уставом (Типиконом) заупокойная служба не предусмотрена. Традиция совершения на Радоницу заупокойной службы, копировавшей службу Троицкой субботы, критиковалась литургистами в лице Афанасия (Сахарова), так как Устав не допускает смешения скорбно-заупокойного и торжественно-праздничного.
Церковь осуждает некоторые народные обычаи этого дня (поминовение предков алкоголем и т. д.), называя их «языческими».

В советское время <…> традиция была забыта. Произошло возвращение к язычеству в такой достаточно грубой форме — поминовение усопших превратилось в языческие тризны. Нужно стремиться к тому, чтобы избегать подобных вещей. Если приходить на кладбище, то взять с собой молитвослов с молитвами об усопших.
— Епископ Обуховский Иона: Не превращайте Радоницу в языческие тризны

## Празднование Радоницы
У белорусов

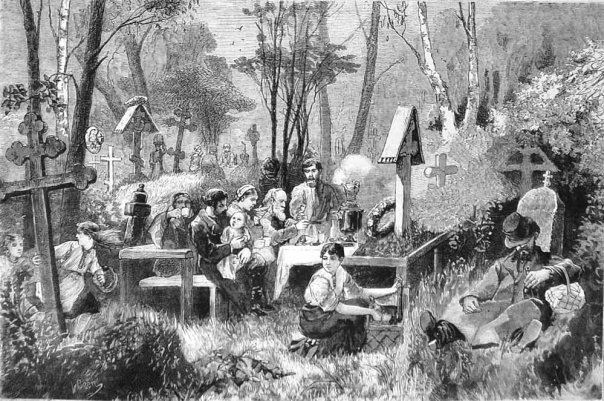
Смоленское кладбище на Васильевском острове, грав. Е. Смита по рис. А. Г. Виккерса, 1845.

Ещё в середине XX века белорусы на Радоницу пекли драчёну, варили кашу, жарили «яешню», красили в шелухе яйца, пекли пироги, лепёшки или блины, готовили кутью. Хозяин варил пиво или покупал водку.
После полудня всей семьёй шли на кладбище к могилам близких. Нередко приглашали священника для совершения церковной панихиды и чтения заупокойной молитвы. Затем катали по могиле крашеные яйца, поливали могилы пивом или водкой. Одно крашеное яйцо хозяин закапывал в землю, а сами накрывали могилы рушниками, на который ставили разную еду. Считалось, что блюд должно быть нечётное число, и все сухие. Сначала говорили: «Святые родители, ходите к нам хлеба-соли поесть». Потом садились, выпивали и закусывали. Вставая, говорили: «Мои родители, простите, не сердитесь, чем хата богата, тем и рада». Как говорит белорусская присказка, «на радуницу до обеда пашут, после обеда плачут, а вечером скачут». Если встречались нищие, их одаривали крашеным яйцом, а иногда угощали едой и напитками.
Некоторые «сидят, разговаривают, проводят время, как дома. Курить не воспрещается. „Покойник любил курить — покурим“. Старики и старухи вечером остаются дома, а молодые парни, мужики и бабы, а также девки идут к кабаку, водят хороводы, играют в горелки, поют песни, веселятся, мальчишки борются, пробуют крепость яиц, играя в битки». Отсюда и пословица: «Радоница по обеду плачет, а после обеда скачет».
В других местах
В других губерниях Российской империи на кладбище не принято было ходить — поминали в церкви и дома за столом. На северо-востоке России и кое-где в Беларуси в этот день топили баню для умерших, оставляя им воду, мыло, веник, чистое бельё. Сами хозяева в этот день не мылись. На следующее утро на золе, предварительно рассыпанной на полу, искали следы умерших . В Черниговской губернии считали, что во вторник на «Радульные деды» предки приходят домой, поэтому для них на подоконник ставили воду и сыпали хлебные крошки; на стол выставляли попеременно «завтрак», «обед» и «ужин», после чего «диды шли да дому». На Украине и в Беларуси после Радоницы было принято мыться в бане, что может быть истолковано и как отмена запрета на мытьё в бане, соблюдаемого в некоторых местах со Страстного четверга.
В Полесье к Радунице красили яйца, но уже не в красный цвет, как на Пасху, а в «жалобные» цвета — жёлтый или зелёный.
Во многих местах крестьяне верили, что раньше Радуницы поминать родителей нельзя, так как именно в этот день они впервые разговляются после Пасхи. В советские времена, когда многим посещать церковь было нельзя, люди приходили праздновать Пасху на кладбище. Таким образом, по сути, и Радуница, и Пасха праздновались в один день.
Сходные обряды бытуют у южных славян (серб. побусани, бусани), румын (поминальные обряды в Фомино воскресенье) и др. В Сербии, а также у хорватов Венгрии к числу поминальных относится понедельник — в этот день посещают кладбища. У сербов этот день, называемый «Побусани понедельник» или «Пасха мёртвых», на могилы предков приносятся специально подготовленные расписанные яйца для душ умерших. На северо-востоке Болгарии понедельник также считается поминальным днём; у болгар Бессарабии после возвращения с кладбища пожилые люди танцевали, чем и заканчивалось поминовение.

## Окликание дождя
У русских в этот день детвора «окликала» первый весенний дождь. С самого утра следили за облаками и тучами на небе. Раньше утверждали, что не бывает такого радоницкого вторника, в который не капнуло хотя бы одной капельки дождя. При виде облачка дети выкрикивали:
- Дождик, дождик! Снаряжайся на показ[38].
- Дождик, припусти, мы поедем во кусты, во Казань побывать, в Астрахань погулять[38].
- Поливай, дождь, на бабину рожь, на дедову пшеницу, на девкин лён поливай ведром[38].
- Дождь, дождь, припусти посильней, поскорей, нас, ребят, обогрей![38]
- Дождик, дождик, перестань, я поеду в Арестань![39]

Если после закличек начинался дождь, то все окликальщики наперебой кидались умываться «небесной водицей», — что, по словам стариков, должно приносить счастье. Если же в этот день ударит первый весенний гром, то молодые женщины и девушки умывались дождём через серебряные и золотые кольца. Считалось, что этим сохраняется красота и молодость.

## Поговорки и приметы
- На Радуницу до обеда пашут, в обед плачут, а вечером скачут (пляшут).
- Веселы песни о масленице, а веселей того о Радунице.
- Весёлая масленица — бесстыдная горе-пьяница, а гульливая Радоница — светлой радости приятельница.
- Не угости честь-честью покойного родителя о Радонице — самого на том свете никто не помянет, не угостит, не порадует.
- Если во вторник на Радоницу дождь, то говорили: «Божья Мать коромыслом будет воду носить» (полес. Ра́довныца во вто́рок. Як будэ дож, Божа Мати коро́мыслом будэ во́ду нэсти).